# Криптосистема
Схема (система) шифрування, криптосистема - в криптографії алгоритм здійснення оборотних перетворень вихідного тексту в шифрований та навпаки. 
Задається сімкою {\displaystyle (M,C,K,K',G,E,D)}, де 
- {\displaystyle M} - множина можливих повідомлень
- {\displaystyle C} - множина шифротекстів (спотворених повідомлень)
- {\displaystyle K} - множина ключів шифрування
- {\displaystyle K'} - множина ключів дешифрування
- {\displaystyle G:\mathbb {N} \to K\times K'} - генератор ключів
- {\displaystyle E:M\times K\to C} - алгоритм шифрування
- {\displaystyle D:C\times K'\to M} - алгоритм дешифрування

Крім цього будемо використовувати такі позначення:
- {\displaystyle d\in K} - ключ шифрування
- {\displaystyle e\in K'} - ключ дешифрування
- {\displaystyle m\in M} - повідомлення, яке треба зашифрувати
- {\displaystyle c\in C} - зашифроване повідомлення

## Властивості системи шифрування
1. Коректність {\displaystyle \forall m\in M\,\forall e\in K\exists !d\in K'\ (D_{d}(E_{e}(m))=m)}, {\displaystyle e\leftrightarrow d}. Тобто, повідомлення яке було зашифроване має розшифровуватись єдиним ключем, і після розшифрування залишатись таким самим. Крім того між ключем шифрування та ключем дешифрування має бути бієкція.
2. Швидкість {\displaystyle G,E,D} мають бути "швидкими", тобто працювати за поліноміальний час з невеликим степенем.
3. Стійкість - неможливість розшифрувати повідомлення при необмежених ресурсах (теоретична), або за розумний час (практична).

У сучасних шифрах кожен елемент цієї сімки відомий і стійкість шифру цілком визначається таємністю ключа (принцип Керкгоффза). 
В ідеальному випадку криптоаналітику, що знає шифротекст, для пошуку вихідного тексту не залишається нічого іншого ніж перебрати всі можливі ключі.